# باسكال غيرغور
باسكال غيرغور (بالدنماركية: Pascal Gregor)‏ (18 فبراير 1994 الدنمارك - ) هو لاعب كرة قدم دانمركي، يلعب كمدافع، شارك في كرة القدم في الألعاب الأولمبية الصيفية 2016.

## وصلات خارجية
باسكال غيرغور على موقع اتحاد النرويج (النرويجية)
- باسكال غيرغور على موقع قاعدة بيانات كرة القدم.إي يو (الإنجليزية)
- باسكال غيرغور على موقع Soccerway.com (الإنجليزية)
- باسكال غيرغور على موقع أوليمبيديا (الإنجليزية)
- باسكال غيرغور على موقع AS.com (الإسبانية)